# 박원호
박원호(1991년 1월 1일 ~ )는 대한민국의 배우이다.

## 출연작

### 영화
- 《궁합》 (2018년) - 상문 역
- 《시간위의 집》 (2017년) - 의경 1 역
- 《그랜드파더》 (2016년) - 남학생 2 역
- 《순정》 (2016년) - 경매사 2 역
- 《해적: 바다로 간 산적》 (2014년) - 호야 역
- 《응징자》 (2013년) - 창식친구 2 역
- 《회초리》 (2011년) - 고삐리 역

### 드라마
- 《닥터 슬럼프》 (JTBC, 2024년) - 김무근 역
- 《청춘월담》 (tvN, 2023년) - 차 내관 역
- 《간 떨어지는 동거》 (tvN, 2021년) - 김무근 역
- 《유령을 잡아라》 (tvN, 2019년) - 찌라시 역
- 《첫사랑은 처음이라서》 (Netflix, 2019년) - 우주 역
- 《식샤를 합시다 3》 (tvN, 2018년)
- 《같이 살래요》 (KBS2, 2018년) - 연다연 동창 역
- 《왕은 사랑한다》 (MBC, 2017년) - 철구 역
- 《세가지색 판타지 - 생동성 연애》 (MBC, 2017년)
- 《우리 갑순이》 (SBS, 2016년)
- 《캐리어를 끄는 여자》 (MBC, 2016년)
- 《W》 (MBC, 2016년)
- 《너를 사랑한 시간》 (SBS, 2015년) - 최원과 싸운 남학생 2 역
- 《프로듀사》 (KBS2, 2015년)
- 《앵그리맘》 (MBC, 2015년)
- 《킬미힐미》 (MBC, 2015년) - 리온친구 역
- 《하이드 지킬, 나》 (SBS, 2015년) - 대학생 역
- 《가족의 비밀》 (tvN, 2014년)
- 《나쁜 녀석들》 (OCN, 2014년) - 폰팔이 역
- 《가족끼리 왜 이래》 (KBS2, 2014년) - 똘마니 역
- 《감자별 2013QR3》 (tvN, 2013년) - 무한의리파 두목 김송 역
- 《결혼의 여신》 (SBS, 2013년) - 아이돌지망생 역
- 《몽땅 내 사랑》 (MBC, 2010년) - 고등학생 역
- 《전우》 (KBS1, 2010년) - 한국군 학도병 역
- 《공부의 신》 (KBS2, 2010년) - 찬두 친구 역
- 《조선추리활극 정약용》 (OCN, 2009년)
- 《큰 언니》 (KBS1, 2008년) - 지영수 역

## 수상
- 2008년 제7회 스마트모델선발대회 싸이월드 인기상